# Lâu đài Raby

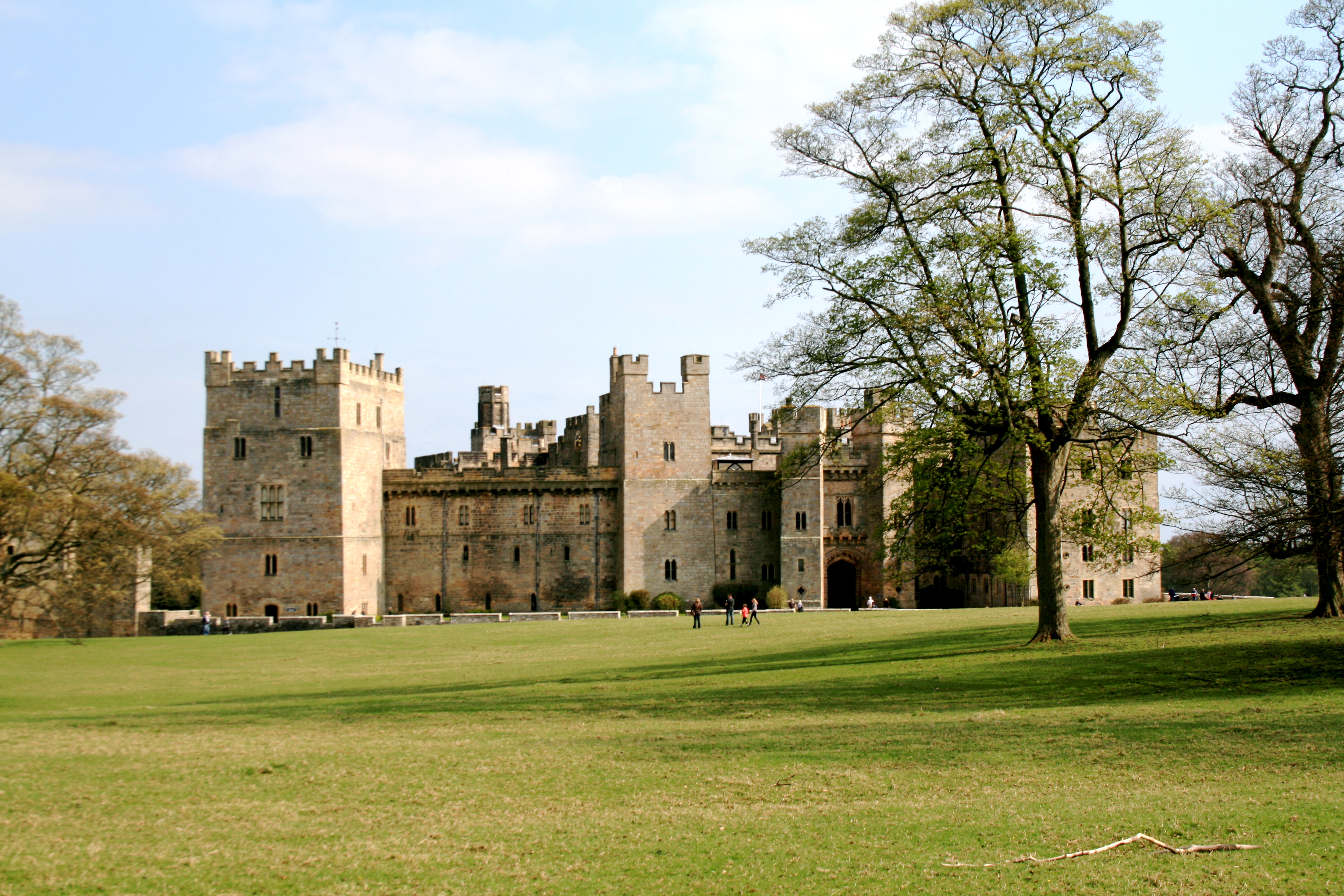
Lâu đài Raby năm 2009

Lâu đài Raby là một lâu đài gần Staindrop tại vùng Durham, nước Anh. Lâu đài nằm trong công viên hươu rộng 200 mẫu Anh (810.000 m2). Lâu đài được xây dựng bởi John Neville, 3rd Baron Neville de Raby, vào khoảng thời gian giữa năm 1367 và năm 1390.